# 集福寺
集福寺，位于山西省忻州市五台山台怀镇中心区以北的东庄村东北约600米山腰，是一处十方尼姑庙，东北与碧山寺隔谷百米相望，西南和七佛寺相接，距台怀寺庙群500米。已列为五台县文物保护单位。

## 历史
集福寺又名洪泉寺，始建于清道光年间，原为喇嘛庙，是章嘉活佛所辖的五座黄庙之一。 1985年修缮，改为尼姑庵。
集福寺后200米为北宋著名寺庙敕建太平兴国寺遗址，相传为杨五郎出家处，寺内有五郎祠，1971年太平兴国寺被毁。

## 建筑
集福寺占地6300平方米，坐西向东，前后三进，有殿堂僧房80余间。中轴线前三进天王殿、大雄宝殿、文殊殿及天王殿两侧钟鼓楼为清代遗物，第四进藏经楼为2001年新建。天王殿面阔三间，单檐歇山顶。两侧分别有钟鼓楼。大雄宝殿面阔五间，进深六椽，单檐庑殿顶，殿周四出廊。文殊殿面阔三间，硬山顶，殿内立四根金柱，后两根为方柱，前两根为圆柱。左侧为地藏殿，右侧为五郎殿，供奉1983年塑杨五郎等身坐像，高1.5米。第四进藏经楼为2001年新建，面阔七间。供奉卧佛、横三世佛。  。 

## 保护
1988年7月，集福寺公布为五台县文物保护单位。